# Persone di nome Arianna
| Questa pagina contiene informazioni ricavate automaticamente dalle voci biografiche con l'ausilio del template Bio e di un bot. L'aggiornamento è periodico e automatico e ricostruisce completamente la pagina. Se manca una persona in questa lista, sei pregato di non aggiungerla, ma accertati piuttosto che la sua voce biografica contenga il template Bio e che i dati anagrafici siano correttamente compilati. Se il template Bio manca, inseriscilo tu stesso o, in alternativa, metti l'avviso {{tmp\|Bio}} che ne segnala la mancanza. Se i dati riportati sono sbagliati, correggi direttamente la voce biografica; le modifiche saranno visibili in questa lista entro pochi giorni. Per chiarimenti vedi il progetto antroponimi. La lista contiene solo le 54 persone che sono citate nell'enciclopedia e per le quali è stato implementato correttamente il template Bio. Pagina aggiornata al 22 lug 2025. |

Questa è una lista di persone presenti nell'enciclopedia che hanno il nome Arianna, suddivise per attività principale.

## Annunciatrici televisive(1)
- Arianna Marchetti, annunciatrice televisiva e ex modella italiana (Chioggia, n. 1976)

## Artiste(1)
- Arianna Carossa, artista italiana (Genova, n. 1973)

## Astiste(1)
- Arianna Farfaletti Casali, astista italiana (Sorengo, n. 1976)

## Attrici(3)
- Arianna Becheroni, attrice italiana (Milano, n. 2004)
- Arianna Montefiori, attrice italiana (Roma, n. 1994)
- Arianna Scommegna, attrice italiana (Milano, n. 1973)

## Calciatrici(11)
- Arianna Acuti, calciatrice italiana (Massa Marittima, n. 1996)
- Arianna Caruso, calciatrice italiana (Roma, n. 1999)
- Arianna Cencig, calciatrice italiana (n. 1995)
- Arianna Criscione, calciatrice statunitense (Whittier, n. 1985)
- Arianna Dudine, calciatrice italiana (n. 1976)
- Arianna Ferrati, ex calciatrice italiana (Firenze, n. 1995)
- Arianna Marchesi, ex calciatrice italiana (n. 1986)
- Arianna Montecucco, calciatrice italiana (Gavi, n. 1995)
- Arianna Ozimo, ex calciatrice italiana (Chivasso, n. 1995)
- Arianna Pezzotti, calciatrice italiana (n. 1994)
- Arianna Pittavino, calciatrice italiana (n. 1993)

## Cantanti(1)
- Arianna, cantante e attrice teatrale italiana (Milano, n. 1975)

## Cantautrici(1)
- Ariete, cantautrice italiana (Anzio, n. 2002)

## Cavallerizze(1)
- Arianna Schivo, cavallerizza italiana (Torino, n. 1986)

## Cestiste(1)
- Arianna Zampieri, cestista italiana (Mirano, n. 1988)

## Cicliste su strada(1)
- Arianna Fidanza, ciclista su strada e pistard italiana (Bergamo, n. 1995)

## Conduttrici televisive(2)
- Arianna Ciampoli, conduttrice televisiva, conduttrice radiofonica e autrice televisiva italiana (Pescara, n. 1971)
- Arianna David, conduttrice televisiva, attrice e ex modella italiana (Roma, n. 1973)

## Danzatrici su ghiaccio(1)
- Arianna Sassi, danzatrice su ghiaccio svizzera (Sorengo, n. 2003)

## Doppiatrici(1)
- Rossa Caputo, doppiatrice, direttrice del doppiaggio e dialoghista italiana (Roma, n. 1992)

## Fisiche(1)
- Arianna Menciassi, fisica italiana (Pisa, n. 1971)

## Fondiste(1)
- Arianna Follis, ex fondista e scialpinista italiana (Ivrea, n. 1977)

## Ginnaste(3)
- Arianna Belardelli, ginnasta italiana (Roma, n. 2007)
- Arianna Rocca, ex ginnasta italiana (Genova, n. 1996)
- Arianna Rusca, ginnasta italiana (Genova, n. 1981)

## Giocatrici di curling(2)
- Arianna Lorenzi, ex giocatrice di curling italiana (n. 1985)
- Arianna Losano, giocatrice di curling italiana (Pinerolo, n. 1994)

## Giornaliste(2)
- Arianna Huffington, giornalista e scrittrice greca (Atene, n. 1950)
- Arianna Secondini, giornalista italiana (Chieti, n. 1967)

## Musiciste(1)
- Arianna Savall, musicista e cantante spagnola (Basilea, n. 1972)

## Nuotatrici(5)
- Arianna Barbieri, nuotatrice italiana (Camposampiero, n. 1989)
- Arianna Bridi, ex nuotatrice italiana (Trento, n. 1995)
- Arianna Castiglioni, nuotatrice italiana (Busto Arsizio, n. 1997)
- Arianna Talamona, nuotatrice italiana (Varese, n. 1994)
- Arianna Valloni, nuotatrice sammarinese (Rimini, n. 2001)

## Pallanuotiste(1)
- Arianna Garibotti, ex pallanuotista italiana (Genova, n. 1989)

## Pattinatrici di short track(3)
- Arianna Fontana, pattinatrice di short track italiana (Sondrio, n. 1990)
- Arianna Sighel, pattinatrice di short track italiana (Trento, n. 1996)
- Arianna Valcepina, pattinatrice di short track italiana (Sondalo, n. 1994)

## Politiche(3)
- Arianna Lazzarini, politica italiana (Monselice, n. 1976)
- Arianna Meloni, politica italiana (Roma, n. 1975)
- Arianna Spessotto, politica italiana (San Donà di Piave, n. 1985)

## Schermitrici(1)
- Arianna Errigo, schermitrice italiana (Monza, n. 1988)

## Sciatrici alpine(1)
- Arianna Tricomi, sciatrice alpina e sciatrice freestyle italiana (Bolzano, n. 1992)

## Scrittrici(1)
- Arianna Dagnino, scrittrice e giornalista italiana (Genova, n. 1963)

## Tiratrici a volo(1)
- Arianna Perilli, tiratrice a volo italiana (Rimini, n. 1976)

## Velociste(1)
- Arianna De Masi, velocista italiana (Castel San Giovanni, n. 1999)

## Senza attività specificata(1)
- Arianna Szörényi, superstite dell'Olocausto e scrittrice italiana (Fiume, n. 1933)